# 飛龍白粉蝶
飛龍白粉蝶（Talbotia naganum）也稱大紋白蝶、輕海紋白蝶、嬌鸞紋白蝶、鐘萼木白粉蝶、那迦粉蝶、飛龍粉蝶，是飛龍白粉蝶屬的一種蝴蝶。該屬為單種屬，其下僅本種；亦有學者主張將本種併至粉蝶屬之中。本種因雌蝶背面的飛龍形花紋而得名，台灣特有亞種之亞種名（karumii）與俗名「輕海紋白蝶」則係紀念發現者，日治時期於蘇澳任教的輕海軍馬。

## 描述
雄蝶頭部有毛，白色混黑褐色；黑褐色觸角帶白鱗；口器黑褐色，下唇鬚白色前伸，腹側有白與褐毛。胸部黑褐色，背面有灰白毛，腹面白色。腹部背面黑褐色，散布白鱗，腹面白。足為白色，腿內側有明顯毛。
前翅長27-35 mm，呈細長三角形，翅緣多近直，外緣略凸。翅背面底色白，前翅M3與CuA2室常有黑褐斑，翅尖有鋸齒狀黑帶，靠近中室有黑褐條帶，翅基多帶黑鱗。腹面紋路類似，但後翅、翅尖及前緣脈區為乳黃色，翅尖無黑帶。雌蝶翅紋較寬，前翅背面多一長條帶，後翅Sc+R1室與翅室外端各具黑褐斑點。

## 分布
本種見於東亞地區，包括印度東北部、中國華西、華南、海南島、中南半島本部與台灣。台灣於本島東北角、北部地區可見。

## 生態習性
本種幼蟲以疊珠樹科的鐘萼木為食，一年多世代，以蛹態越冬。

## 資料來源
1. 1 2  徐堉峰. . 台中市: 晨星出版社. 2013. ISBN 978-986-177-669-9.
2. ↑  陳建仁、呂志堅. . 台中市: 晨星出版社. 2014. ISBN 978-986-177-784-9.
3. ↑  徐堉峰, 黃嘉龍, 梁家源. . 農業部林業及自然保育署. ISBN 9789860551563.

## 外部連結
- 维基共享资源上的相關多媒體資源：飛龍白粉蝶